# Māori-Landmarsch von 1975
Der Māori-Landmarsch von 1975 war ein 29 Tage dauernder Protestmarsch der Māori für ihre Landrechte und gegen weitere Enteignungen, Landnahmen und Verkäufe von Māori-Land. Der Marsch führte von der Nordspitze Neuseelands bis hinunter nach Wellington und endete auf den Stufen des Parlamentsgebäudes mit der Übergabe des Memorial of Right und einer Petition an die Regierung und das Parlament, unterstützt von 60.000 Unterzeichnern.

## Hintergrund
1953 erzwang die Regierung unter Premierminister Sidney Holland von der (National Party) mit dem Maori Affairs Act, sogenanntes unproduktives Māori-Land einer Nutzung zuführen zu können. Jeder der wollte, konnte nun wirtschaftlich ungenutztes Land dem Māori Land Court anzeigen und sich bewerben, das Land über einen eingesetzten Treuhänder leihen zu können.
1967 folgte mit dem Maori Affairs Amendement Act eine weitere einschneidende Maßnahme für die Māori, die alles Land, das sie nicht an Pākehā verkauft hatten, als Ureinwohner von Neuseeland selbstverständlich als ihr Land betrachteten. Das Gesetz aber sah vor, dass freies Māori-Land, welches im Besitz von vier oder weniger Personen war, in allgemeines Land umgewidmet werden sollte. Es förderte die Macht und den Einfluss von Māori-Treuhändern, die so zwangsweise Māori-Land erwerben und sogenanntes unwirtschaftliches Land verkaufen konnten. Das war per Gesetz legalisierte Enteignung und Landnahme. Das Gesetz wurde von der Regierung unter Premierminister Keith Holyoake (National Party) verabschiedet und zog heftige Proteste und Demonstrationen auf der Straße nach sich.
Mit Zunahme der Proteste setzte sich unter den Māori die Erkenntnis durch, dass der seit 1962 existierende New Zealand Māori Council und die 1951 gegründete Māori Women’s Welfare League als ihre bisherigen Interessensvertretungen nicht stark genug waren, ihre Rechte und ihre politische Forderungen entsprechend durchzusetzen. Neue Gruppen entstanden, 1968 Te Hokioi und die Māori Organisation On Human Rights (MOOHR), beide in Wellington angesiedelt und mit guten Kontakten zu den Gewerkschaften, und 1970 die Nga Tamatoa in Auckland.
Im Februar 1975 bildete sich schließlich noch eine weitere Gruppe, die sich Te Roopu Ote Matakite (deutsch: Die Leute mit Weitblick) nannte. Hauptziel dieser Gruppierung, die sich mehrheitlich aus jungen radikaleren Leuten zusammensetzte, war, für ihre Landrechte zu kämpfen und sich der fortschreitenden Enteignung entgegenzusetzen. Nach 135 Jahren britischer Kolonisation besaßen die Māori von den 66 Mill. Acre Land in Neuseeland 1975 gerade mal noch 2,5 Mill. Acre, mit 1,5 Mill. Acre Landverlust alleine in den vorangegangenen zehn Jahren. Die Furcht, landlos im eigenen Land zu werden, war groß unter den Māori und deshalb empfanden viele, dass die Zeit reif zum Handeln war.

## Der Marsch

Karte mit dem Verlauf des Protestmarschs

Anfang März 1975 wurde ein Hui (Versammlung) im Te Puea Marae in Māngere, südlich von Auckland City gelegen, einberufen, mit anwesend die 79-jährige Whina Cooper. Whina Cooper hatte sich in den vielen Jahren ihres sozialen und politischen Engagements unter den Māori viel Anerkennung und Respekt verdient und war eine der wenigen Frauen in der Gemeinschaft der Māori, die als Führungsfigur anerkannt war. Auf dieser Versammlung im März wurde der Vorschlag von John Rangihau aufgegriffen, einen gewaltfreien Hikoi (Marsch) zum Parlament nach Wellington zu organisieren und Whina Cooper wegen ihres mana o kaumātua (deutsch: Ausstrahlung, spirituelle Kraft und Autorität einer Älteren)  mit dessen Führung zu betrauen. Auf einem weiteren Treffen im Te Tira Hou Marae in Panmure im April 1975 wurde Whina Cooper als Führungs- und Symbolfigur für den langen Marsch bestätigt. Die folgenden vier Monate dienten der Planung und der Geldbeschaffung. Im August waren alle Vorbereitungen getroffen und für Unterstützung und Unterkunft an den verschiedenen Marae gesorgt.
Der Protestmarsch startete am Sonntag, den 14. September 1975 in Te Hapua, hoch im Norden der Nordinsel Neuseelands. Vor ihnen lag ein Fußmarsch von über 1000 km. Whina Cooper hatte, um Einigkeit zu demonstrieren und die Moral zu stärken, eigens für diesen Marsch einen speziellen Matakine Song komponiert, Na Te Kore I Mohio (deutsch: Nicht verstanden), der übersetzt mit dem Vers endete „Lasst uns vereinen, Menschen aller vier Winde, stärkt unsere Sehnsüchte, verbindet sie mit Liebe, mit der Kraft Gottes Segen, zum Wohle der Menschheit.“

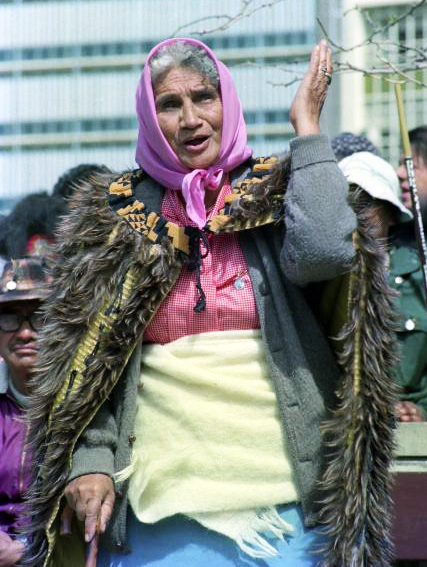
Whina Cooper führt den Māori Land March, Rede in Hamilton 1975

Der Marsch führte, begleitet von zwei Trucks und einem Bus, in 29 Tagen von Te Hapua aus über Te Kao, Pamapuria, Mangamuka, Otiria, Whangārei, Kaiwaka, Wellsford, Orewa, Northcote (Stadtteil von Auckland), Auckland, Ngāruawāhia, Kihikihi, Otorohanga, Te Kūiti, Tauramunui, Raurimu, Raetihi, Wanganui, Rātana, Bulls, Palmerston North, Shannon, Ōtaki, Porirua nach Wellington. An jedem dieser Stops organisierten die örtlichen Iwi (Stamm) Unterkunft, Verpflegung, Öffentlichkeit und die Sammlung von Unterschriften für die Petition. Mit jedem Tag des Marsches wuchs die Aufmerksamkeit in der Öffentlichkeit.
Am 23. September überquerten Tausende die Auckland Harbour Bridge. Es war das erste Mal seit Eröffnung der Brücke im Jahr 1959, dass es Menschen erlaubt war, zu Fuß über die Brücke den Waitematā Harbour zu überqueren. Marschierende berichteten, dass sie die Brücke schwingen fühlen konnten und als die ersten Marschierenden auf der Brücke waren, sie das Ende des Protestmarsches nicht erkennen konnten.
Doch der Höhepunkt des Protestmarsches war zweifelsohne der Protestzug unter dem Slogan „Not One More Acre of Māori Land“ (deutsch: Keinen weiteren Acre Māori-Land) durch Wellington und der Einzug von mehr als 5.000 Menschen in den Park vor dem Parlamentsgebäude. Robert Muldoon von der National Party, seinerzeit noch Oppositionsführer, versprach als erster den Protestierenden, alles zu tun die Besitzrechte der Māori an ihrem Land zu sichern. Spät am Nachmittag kam dann der Premierminister Bill Rowling von der Labour Party, um die Dokumentenrolle mit dem Memorial of Right inklusive der 60.000 Unterschriften von Māori und Pākehā gezeichnet von der Protestführerin Whina Cooper zu übernehmen. Auch Rowling versprach die Rechte der Māori zu sichern und betonte den Wert dieses Marsches.
Nach dem Ende des Marsches spaltete sich eine Gruppe von Teilnehmern ab, besetzte die Stufen des Parlamentes und errichtete mit Zelten ein Camp auf dem Grundstück des Parlamentsgebäudes. Mit der tent embassy (Zelt-Botschaft), wie das Camp genannt wurde, wollten die radikaleren Kräfte der Bewegung mehr Druck ausüben und die Regierung und das Parlament zu sofortigen Zugeständnissen zwingen. Whina Cooper distanzierte sich von dieser Gruppe. Als nach den Parlamentswahlen im November die National Party die Regierungsmacht übernahm, wurde einen Monat später am Heiligabend das Camp von der Polizei geräumt und 35 der Demonstranten verhaftet.

## Politische Ziele
Obwohl die Gruppe Te Roopu Ote Matakite ihr Selbstverständnis darin sah, sich für die sozialen Belange der Māori einzusetzen, keinen Unterschied in den Zielen von Arbeitern und Māori machte und den „Blinden“ helfen zu wollen die Zukunft zu sehen, wie es Whina Cooper einmal formuliert hatte, waren die politischen Ziele des Marsches ganz klar darauf ausgerichtet, für Landrechte zu kämpfen, der Enteignung und Entrechtung Einhalt zu gebieten und Unrecht wieder gut zu machen. Sie wollten die Kontrolle über ihr Land zurück, dass ihre Rechte akzeptiert werden und die Bedeutung, die das Land für sie hatte, verstanden und respektiert wird.
Der Māori-Landmarsch von 1975 wird als der Beginn des Māori Land Rights Movement (Landrechte-Bewegung) angesehen, die bis 1984 anhielt.